# George Kambosos
George Kambosos junior (* 14. Juni 1993 in Sydney, Australien) ist ein australischer Profiboxer. Er wurde am 27. November 2021 mit einem Sieg gegen Teófimo López Weltmeister der Verbände IBF, WBA („Super“) und WBO im Leichtgewicht, verlor die Titel jedoch in der ersten Verteidigung am 5. Juni 2022 an Devin Haney.

## Amateurkarriere
George Kambosos junior begann mit dem Boxen im Alter von elf Jahren. Er wurde unter anderem 2011 Australischer Vize-Jugendmeister im Leichtgewicht, gewann eine Bronzemedaille im Leichtgewicht bei den Arafura Games 2011 in Darwin und eine Bronzemedaille im Leichtgewicht bei der Australischen Meisterschaft 2012 in Hobart.

## Profikarriere
2013 wechselte er in das Profilager und wurde bisher unter anderem von Igor Golubew und Javiel Centeno trainiert. Im April 2018 unterzeichnete er einen Mehrjahresvertrag beim US-Promoter DiBella Entertainment.
Nach 17 Siegen in Folge boxte er am 14. Dezember 2019 im Madison Square Garden von New York City gegen Mickey Bey und siegte per Split Decision nach Punkten. Der Sieg im Vorkampf einer WM-Titelverteidigung von Terence Crawford gegen Egidijus Kavaliauskas ermöglichte Kambosos einen IBF-Titelausscheidungskampf gegen Lee Selby am 31. Oktober 2020 in der Londoner Wembley Arena, wobei er ebenfalls per Split Decision gewinnen konnte. Durch diesen Sieg wurde er zum Pflichtherausforderer des Weltmeisters Teófimo López, der den IBF-Titel im Dezember 2019 gegen Richard Commey, sowie die WBA- und WBO-Titel im Oktober 2020 gegen Wassyl Lomatschenko erkämpft hatte. Darüber hinaus wurde er von der WBC als „Franchise Champion“ und vom Ring Magazine auf Platz 1 der Weltrangliste geführt.
Im Kampf gegen López konnte sich der als 13:1-Außenseiter geführte Kambosos im Madison Square Garden überraschend durchsetzen und in der ersten Runde auch einen Niederschlag erzielen, ehe er nach den vollen zwölf Runden und mit einem Treffervorsprung von 182 zu 176, mit 115:112, 115:111 und 113:114 zum Sieger durch Split Decision ernannt wurde. Durch seinen Sieg übernahm Kambosos die WM-Titel und Weltranglistenplatzierung seines Gegners.
Seine erste Titelverteidigung bestritt er am 5. Juni 2022 im Marvel Stadium von Melbourne gegen den WBC-Weltmeister Devin Haney, verlor jedoch einstimmig nach Punkten. Auch im Rückkampf am 16. Oktober 2022 in der Rod Laver Arena von Melbourne unterlag Kambosos einstimmig.
Am 22. Juli 2023 siegte er durch Mehrheitsentscheidung gegen den Briten Maxi Hughes und wurde dadurch IBO-Weltmeister im Leichtgewicht. Seinen nächsten Kampf, eine Titelverteidigung, bei der es auch um den vakanten IBF-Weltmeistertitel ging, verlor er am 12. Mai 2024 durch TKO in Runde 11 gegen Wassyl Lomatschenko.
Am 14. Juni 2025 verlor er beim Kampf um den IBF-Weltmeistertitel im Halbweltergewicht durch TKO gegen Richardson Hitchins.

## Sonstiges
George Kambosos jr. ist der Sohn griechischer Einwanderer und wuchs in Sydney auf. Vor dem Beginn seiner Boxkarriere spielte er Rugby bei den Gymea Gorillas. Er ist verheiratet und Vater von drei Kindern.